# 岐阜県道184号下中笠松線

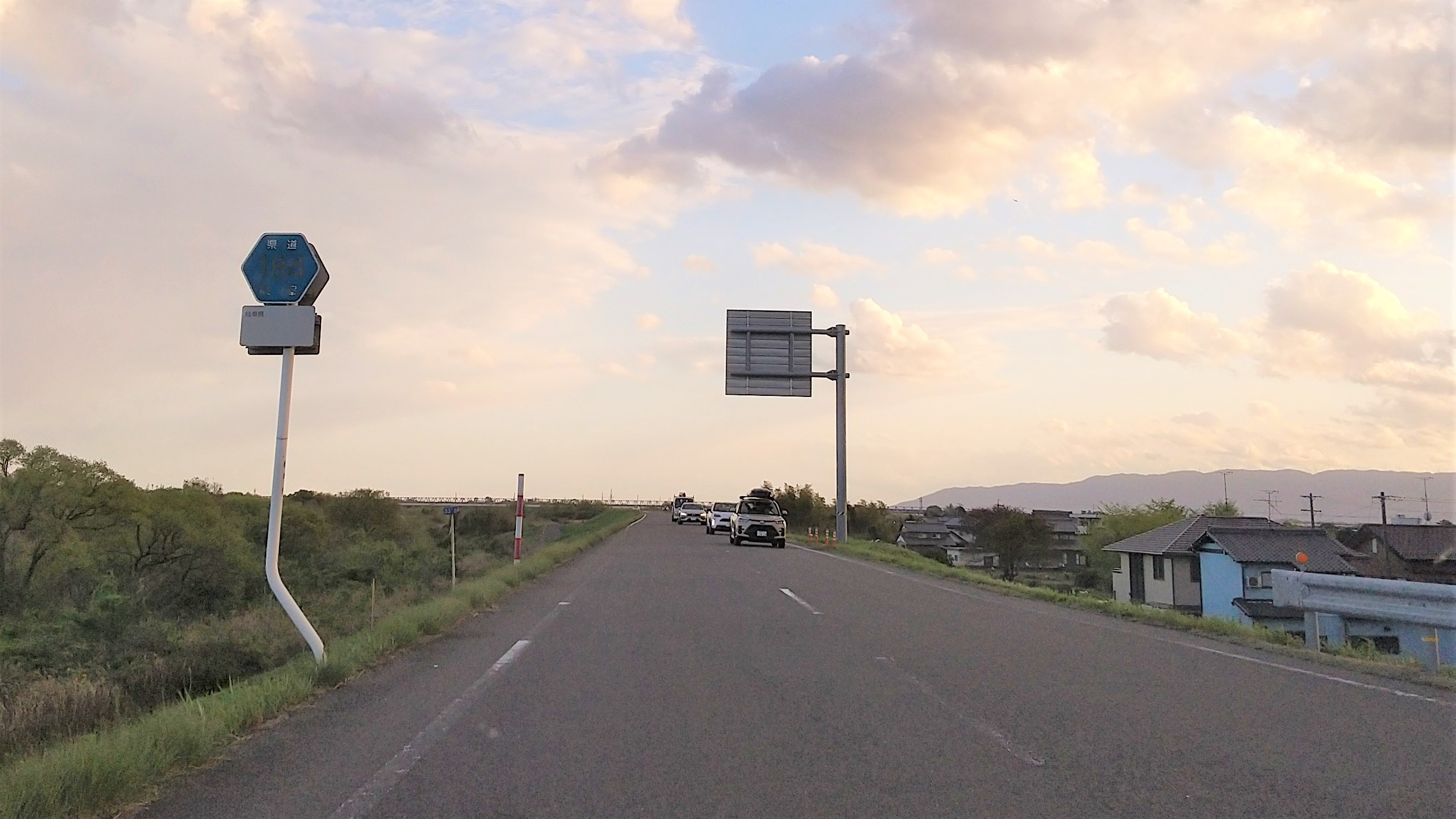
羽島市正木町三ツ柳にて撮影

岐阜県道184号下中笠松線（ぎふけんどう184ごう しもなかかさまつせん）は、岐阜県羽島市と岐阜県羽島郡笠松町を結ぶ一般県道である。

## 概要
木曽川右岸堤防上の県道である。
岐阜県羽島市下中町石田の岐阜県道118号羽島稲沢線交点が実質上の起点。岐阜県の資料では同市下中町城屋敷が起点とされている。木曽川右岸に沿って北東に進む。東海道新幹線、名神高速道路をアンダーパスし、濃尾大橋の西側を通り、尾濃大橋をアンダーパスする。笠松町に入り、同町田代の木曽川橋西交差点（岐阜県道14号岐阜稲沢線など交点）が終点。

### 路線データ
- 起点：岐阜県羽島市下中町[1]石田（岐阜県道118号羽島稲沢線交点：実質上の起点）

- 終点：岐阜県羽島郡笠松町[1]田代 木曽川橋西交差点（岐阜県道14号岐阜稲沢線、岐阜県道177号下印食笠松線交点）
- 延長：約10.6km

## 歴史

### 年表
- 1977年（昭和52年）2月27日 - 岐阜県告示第120号により、岐阜県道に認定された[1]。

## 路線状況

### 交通量
| 区間                   | 調査地点   | 区間距離（km） | 2005年度 | 2010年度 | 2015年度 |
| ---------------------- | ---------- | -------------- | -------- | -------- | -------- |
| 羽島稲沢線～岐阜稲沢線 | 笠松町北及 | 10.5           | 9,499    | 9,441    | 9,436    |

## 地理
全線にわたり、木曽川に沿って進む。

### 通過する自治体
- 岐阜県
  - 羽島市
  - 羽島郡
    - 笠松町

### 接続する道路
- 岐阜県道118号羽島稲沢線（羽島市下中町石田）
- 岐阜県道18号大垣一宮線（羽島市 正木町三ッ柳交差点）
- 岐阜県道193号大垣江南線〔立体交差〕（羽島市光法寺）
- 岐阜県道14号岐阜稲沢線（笠松町 木曽川橋西交差点）

### 周辺
- 中野の渡し
- 濃尾大橋
- 尾濃大橋
- 松波総合病院
- 木曽川橋